# Niko Tsakiris
Niko Tsakiris, né le 19 juin 2005 à Saratoga, en Californie aux États-Unis, est un joueur américain de soccer qui joue au poste de milieu central aux Earthquakes de San José en MLS.

## Biographie

### En club
Né à Saratoga, en Californie aux États-Unis, Niko Tsakiris est formé par les Earthquakes de San José. Le 14 janvier 2022, il signe son premier contrat professionnel, à l'âge de seize ans. Il est alors lié au club jusqu'en 2025 avec une année en option,.
Tsakiris joue son premier match en équipe première le 13 mars 2022, lors d'une rencontre de MLS contre le Union de Philadelphie. Il entre en jeu à la place de Javier Eduardo López (en) lors de cette rencontre perdue par son équipe (2-0 score final). Il inscrit son premier but le 20 avril 2022, à l'occasion d'un match de U.S. Open Cup 2022 contre le Bay Cities FC (en). Il est titularisé ce jour-là et son équipe l'emporte par cinq buts à zéro.

### En sélection
En mars 2020, Niko Tsakiris est appelé pour participer à un camp d'entraînement avec l'équipe des États-Unis des moins de 15 ans.
Niko Tsakiris est sélectionné avec l'équipe des États-Unis des moins de 20 ans pour participer au championnat de la CONCACAF des moins de 20 ans en 2022. Lors de cette compétition il joue cinq matchs dont quatre comme titulaire, et marque trois buts. Il se fait notamment remarquer dès le premier match en réalisant un doublé lors de la large victoire de son équipe face à Saint-Christophe-et-Niévès (10-0). Il est titularisé lors de la finale de cette compétition remportée par six buts à zéro face à la République dominicaine où il marque un but et délivre une passe décisive. Les États-Unis remportent ainsi un troisième titre consécutif dans cette compétition.

## Palmarès
États-Unis -20 ans
- Championnat de la CONCACAF des moins de 20 ans
  - Vainqueur : 2022